# دیوید مارچینی
دیوید مارچینی (انگلیسی: Davide Marchini؛ زادهٔ ۲۳ فوریهٔ ۱۹۸۱) بازیکن فوتبال اهل ایتالیا است.
از باشگاه‌هایی که در آن بازی کرده‌است می‌توان به باشگاه فوتبال اسپتزیا، باشگاه فوتبال کیه‌وو ورونا، باشگاه فوتبال ویرتوس لانچانو، باشگاه فوتبال بولونیا، باشگاه فوتبال کالیاری، باشگاه فوتبال تریستیانا، باشگاه فوتبال لیورنو، و باشگاه فوتبال اسپال اشاره کرد.